# Santa Maria Goretti (Mormanno)

Santa Maria Goretti (Nordfassade) mit Haupteingang und stilisiertem Kreuz

Santa Maria Goretti ist eine römisch-katholische Kirche in der kalabrischen Stadt Mormanno. Sie ist der Heiligen Maria Goretti geweiht.

## Geschichte
Von 1998 bis 2011 organisierte die Italienische Bischofskonferenz unter dem Titel Pilotprojekte insgesamt sechs Mal einen Architekturwettbewerb für religiöse Gebäude, bei dem pro Ausgabe jeweils ein Siegerprojekt für Nord-, Mittel- und Süditalien gekürt wurde. Insgesamt nahmen daran mehr als 120 Architektenteams teil.
Beim letzten der sechs Wettbewerbe reichte die Diözese Cassano all’Jonio den Entwurf eines Kirchenneubaus für die Pfarrei Santa Maria Goretti in Mormanno ein. Die noch relativ junge Pfarrei war die zweite in Mormanno und nutzte für ihre Gottesdienste damals noch eine Lagerhalle des ehemaligen Bahnhofs Mormanno an der stillgelegten Bahnstrecke Lagonegro–Spezzano Albanese. Neben dem Kirchengebäude selbst umfasste das Projekt auch noch ein Pfarrzentrum. Das vorgesehene Baugrundstück lag direkt auf der früheren Bahntrasse, unmittelbar nördlich an das noch existierende Bahnhofsgebäude von Mormanno angrenzend. Der Entwurf stammte von Mario Cucinella Architects aus Bologna, in Zusammenarbeit mit dem Künstler Giuseppe Marinello. Es war das erste religiöse Projekt dieses Architekturbüros. Die Wettbewerbsjury, die das Projekt in Mormanno als eines der drei Siegerprojekte auswählte, bezeichnete die Architektursprache der neuen Kirche als „ungewöhnlich und verständlich, erkennbar in ihrer Einzigartigkeit“.
Die Grundsteinlegung erfolgte am 26. Juni 2016. Als Bauherr fungierte die Diözese. Am 6. Juli 2021, dem 119. Todestag von Maria Goretti, wurden die Kirche und das Pfarrzentrum schließlich von Bischof Francesco Savino geweiht.

## Beschreibung

### Kirchengebäude
Bei dem eigentlichen Kirchengebäude handelt es sich um einen 16 Meter hohen, erdbebensicher ausgelegten monolithischen Baukörper. Der Grundriss ist aus vier Apsiden zusammengesetzt und ähnelt so einem vierblättrigen Kleeblatt. Hinter dem Altar befindet sich eine Sakristei. Die Kirche besitzt keinen separaten Kirchturm – die Kirchenglocken sind hinter den Außenwänden der Kirche verborgen.
Die Wände aus Stahlbeton sind 250 mm dick. Auf der Innenseite sind sie mit einer 80 mm dicken Schicht aus Polystyrol isoliert und mit 40 mm Hanfkalk überzogen.
Die Außenfassade ist mit einer weißen, photokatalytischen Silikatfarbe beschichtet, die mit Hilfe des Sonnenlichts Stickoxide und andere Luftschadstoffe wie z. B. Ozon und Flüchtige organische Verbindungen abbauen soll.
Der Haupteingang der Kirche befindet sich auf der Nordseite am Übergang zwischen zwei der Apsiden. Hier findet sich auch das christliche Symbol des Kreuzes. Allerdings ist es nicht wie üblich an der Außenwand der Kirche oder freistehend davor angebracht, sondern wird lediglich durch mehrere Gebäudekanten gebildet. Nachts werden diese Kanten beleuchtet, so dass das Symbol noch deutlicher hervorgehoben wird.
Links und rechts des Eingangs befinden sich an der Fassade die eingravierten Inschriften „Cristo luce del mondo“ („Christus, Licht der Welt“) und „Dio provvederà“ („Gott wird versorgen“). Diese beziehen sich auf das Leben von Maria Goretti.
Der Vorplatz vor dem Haupteingang wurde ebenfalls neu angelegt.

### Ausstattung
Das Mobiliar der Kirche wurde von Mario Cucinella Design entworfen. Es besteht aus Stahl und Holz und ist bewusst minimalistisch und schlicht gehalten.
Die künstlerische Ausstattung stammt von Giuseppe Maraniello, darunter der Ambo, der Tabernakel, das Taufbecken sowie eine Marienstatue.
Das auffälligste Element der Innenausstattung sind jedoch mehrere verschlungene, etwa vier Meter hohe transluzente Stoffbahnen, die wie Schleier von der Decke hängen und das Tageslicht verteilen, das durch 19 Oberlichter in den Innenraum der Kirche fällt. Letztere dienen auch der natürlichen Belüftung.
Für die künstliche Beleuchtung sind in die Wände vertikale, linienförmige Elemente eingelassen, in denen schwenkbare Strahler so eingebaut sind, dass sie vom Kirchenraum aus nicht sichtbar sind. So kann die Beleuchtung den jeweiligen Erfordernissen flexibel angepasst werden, ohne den optischen Eindruck der natürlichen Beleuchtung zu verändern.
An der Außenwand der Kirche sind weiße Keramikfliesen mit den einzelnen Stationen des Kreuzwegs angebracht. Diese wurden ebenfalls von Giuseppe Maraniello entworfen und von örtlichen Kindern angefertigt. Nur für die eigentliche Kreuzigung gibt es keine separate Fliese. Stattdessen wurde ein Fenster eingebaut, durch welches man das hinter dem Altar angebrachte Kruzifix sehen kann. Es handelt sich um das einzige Fenster in den Wänden der Kirche. Die Position dieses Fensters wurde so gewählt, dass jedes Jahr am 6. Juli, dem Todes- und Gedenktag von Maria Goretti, ein Sonnenstrahl durch das Fenster genau auf das Kruzifix fällt.

### Pfarrzentrum
Südlich der Kirche befindet sich das ebenfalls neu errichtete, eingeschossige Pfarrzentrum mit annähernd rechteckigem Grundriss. Die der Kirche zugewandte Kante des begrünten Flachdachs passt sich in mehreren Bögen der gekrümmten Fassade der benachbarten Kirche an. Im Pfarrzentrum befinden sich ein Gemeindesaal, Unterrichtsräume und eine Priesterwohnung. Außerdem besitzt es einen begrünten Innenhof und einen Gemeinschaftsgarten.

### Sonstiges
Insgesamt beträgt die Nutzfläche des Gebäudekomplexes 950 m² (nach anderen Quellen sind es bei der Kirche selbst 415 m², beim Gemeindezentrum 452 m² und bei der Priesterwohnung 148 m²). Zur Energieversorgung ist er mit einer Biomasseheizung und einer Photovoltaikanlage ausgestattet.

## Auszeichnungen
- BLT – Built Design Award 2022 (Favorit der Jury in der Kategorie Religious & Spiritual Buildings)[16][17]
- 2022 International Architecture Award[16][11]
- Architizer A+Awards 2023 (Publikumspreis in der Kategorie Architecture + Small Projects)[16][18]
- World Architecture Festival (WAF) Award 2023 (Sieger in der Kategorie Completed Buildings – Religion[19] sowie Finalist in der Kategorie Best Use of Natural Light[20])
- In/Architettura 2023 Calabria (vergeben vom Istituto Nazionale di Architettura)[21]